# Museo Casa de Yrurtia

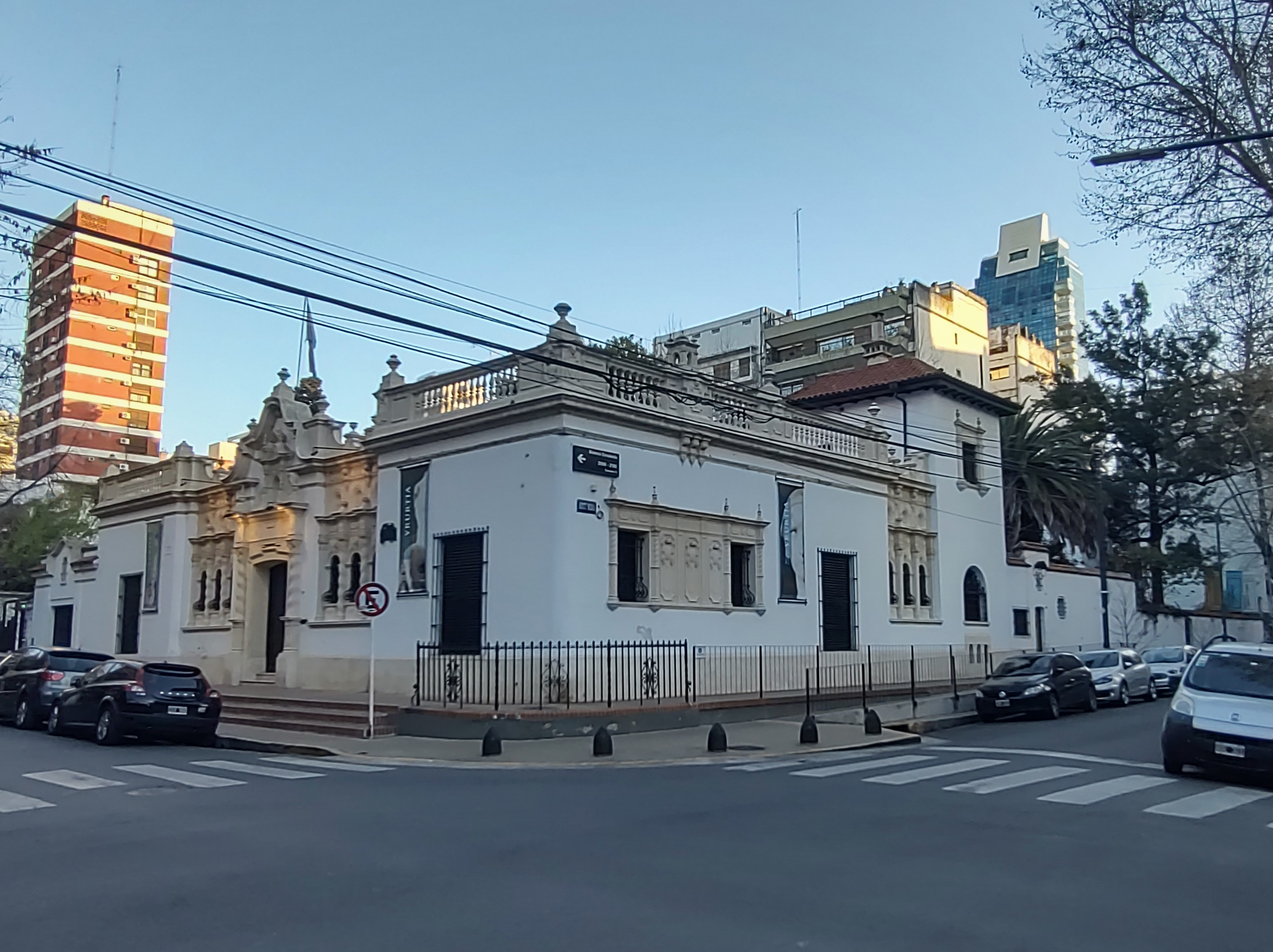
Esquina de O'Higgins y Blanco Encalada.

El Museo Casa de Yrurtia es una casa museo ubicada en la que fue el hogar del artista argentino Rogelio Yrurtia y se encuentra ubicado en la calle O'Higgins 2390 en el barrio de Belgrano, Buenos Aires.

## Historia
La casa, una propiedad existente desde el siglo XIX, fue adquirida por Rogelio Yrurtia en 1921, con la intención de reformarla. En 1923 fue ganadora de un premio otorgado por la municipalidad de Buenos Aires. El estilo que había elegido Yrurtia para ella, el neocolonial, tenía que ver con una reivindicación de los orígenes hispanos y criollos del país, que había despertado interés en la intelectualidad de la época.
En 1942, mediante la ley 12.824, por una iniciativa de Yrurtia, ya fallecido, y su esposa, la pintora Lía Correa Morales (1893-1975), se aceptó la donación de la casa que habían habitado con la intención de convertirla en un museo, lo que finalmente ocurrió con su apertura al público en 1949. El impulso final a la ley había sido posible gracias a la intervención del diputado socialista Alfredo Palacios. La viuda Correa Morales abandonó el inmueble para la concreción del museo, instalándose en una propiedad que se encontraba en frente.
Las obras de arte que componen la colección son resultado de las adquisiciones de Yrurtia a lo largo de sus viajes, logrando una gran diversidad de piezas, las cuales son exhibidas en los distintos salones de la antigua casa, junto con obras del mismo artista y su esposa: esculturas, retratos de bronce, bocetos y proyectos para distintas obras. Asimismo, también integran la colección obras de Martín Malharro, Eduardo Sívori, Ángel Della Valle y Benito Quinquela Martín, destacándose tempranas obras de Pablo Picasso que Yrurtia adquirió en un viaje a París. La colección también incluye alfombras, cerámicas y objetos decorativos provenientes de Europa y Asia.
El mobiliario se compone de piezas de diversos estilos aunque el británico, el francés y el flamenco romanticista son los que predominan.